# Polski Teatr w Wilnie
Polski Teatr w Wilnie – teatr założony w 1963 roku przez aktorkę i reżyserkę Irenę Rymowicz.

## Historia
Aleksander Czernis we wrześniu 1962 roku przy Pałacu Kultury Kolejarzy zorganizował Polski Zespół Teatralny z którym przygotowywał wieczory głównie polskiej poezji i muzyki. Do zespołu należeli zarówno Polacy, Litwini jak i Rosjanie. Jednak gdy Czernis złożył wniosek o stworzenie z grupy Polskiego Teatru Ludowego im. A. Mickiewicza władze litewskie nie tylko nie wyraziły na to zgody, ale rozwiązały zespół.
Na nowo zebrała go zawodowa aktorka i reżyser Irenę Rymowicz. Początkowo nosił  on nazwę Polski Zespół Teatralny. Siedzibą nadal był Wileński Pałac Kultury Kolejarzy, gdzie 28 stycznia 1965 roku odbyła się premiera spektaklu Damy i huzary.
Teatr grał przedstawienia nie tylko w Wilnie, ale również w na terenie całej Wileńszczyzny korzystając z możliwości finansowania wyjazdów przez Pałac Kultury Kolejarzy. Było to możliwe także dlatego, że prawie w każdej miejscowości działał dom kultury w którym grano spektakle. W latach 1993–2001 zespół nie miał własnej siedziby i sceny, a spektakle wystawiał w budynku Rosyjskiego Teatru Dramatycznego w Wilnie, w byłej „Reducie” na Pohulance. Od 2001 roku siedzibą Teatru jest Dom Kultury Polskiej w Wilnie.
Władze litewskie uhonorowały go nadając mu miano „ludowy”, dlatego 15 października 1980 roku zmienił nazwę na Polski Teatr Ludowy przy Wileńskim Pałacu Kultury Kolejarza. Od 1990 roku nosi nazwę Polski Teatr w Wilnie.
W 2015 roku Teatr obchodził jubileusz 50-lecia działalności. W tym czasie Polski Teatr w Wilnie zebrał w swoim dorobku ponad 60 premier pełnowymiarowych, ponad 3 tysiące przedstawień, również dziesiątki scenek okolicznościowych oraz zabaw noworocznych dla dzieci. W repertuarze miał dramaty, komedie, bajki i farsy autorów polskich, litewskich oraz klasyków światowych, wystawiane w języku polskim.
Teatr występuje na Litwie i w Polsce. Jest stałym uczestnikiem i częstym laureatem wielu festiwali teatrów amatorskich na Litwie – „Vilniaus Rampa”, „Juoko sūkurys”, „Atspindžiai”; i w Polsce – Kraków, Bielsko-Biała, Rzeszów, Tychy, Głogów, Bełżyce. Gościł na Łotwie, Białorusi, Ukrainie, w Estonii i Federacji Rosyjskiej, oraz w Armenii.
Teatr nie otrzymuje dotacji państwowych, poza wsparciem Departamentu Mniejszości Narodowych i Wychodźctwa przy Rządzie RL. Również okazjonalnie bywa wspierany finansowo przez władze RP: Ministerstwo Kultury i Dziedzictwa Narodowego, Ambasadę Polską na Litwie i Stowarzyszenie „Wspólnota Polska”.

## Nagrody i odznaczenia
Polski Teatr w Wilnie został nagrodzony zbiorową odznaką "Zasłużony dla Kultury Polskiej" (1990) oraz Odznaką Honorową za Zasługi dla Polonii i Polaków za Granicą (2023).

## Zespół

### Kierownicy artystyczni
- 1963-1992 Irena Rymowicz
- 1992-  Irena Litwinowicz.

### Aktorzy
W skład pierwszego zespołu, który wystąpił w spektaklu Damy i huzary weszli: Bronisław Ławrynowicz, Waldemar Przyszlak, Jerzy Surwiło, Kazimierz Liminowicz, Witalis Stankiewicz, Stanisław Dzisiewicz, Helena Sokołowska, Nina Łukaszevičienė, Eugenia Krzysztofowicz, Nela Mongin, Halina Podlecka, Ludmiła Czastina, Lucyna Gajewska, Anna Kosacz, Teresa Januszkiewicz, Janina Kołbo, Wanda Taraszkiewicz, Halina Wysocka, Leokadia Supkówna, Krystyna Karpowicz, Antoni Żwirblis, Stanisław Jasiński, Stanisław Dzisiewicz, Marian Masłowski, Henryk Żwirblis.
Aktorami Polskiego Teatru w Wilnie byli również m.in. Jerzy Surwiło, Dominik Kuziniewicz (Wincuk), Jan Drawnel, Agata Meilute czy Joanna Moro.